# Pygoscelis tyreei
Pygoscelis tyreei este o specie dispărută de pinguin din genul Pygoscelis, familia Spheniscidae.